# Scopula tersicallis
Scopula tersicallis là một loài bướm đêm trong họ Geometridae.